# عاسف زينلي
عاسف زينلبدين أوغل زينلي(1909-1932) (بالأذربيجانية:Asəf Zeynalabdin oğlu Zeynallı) ملحن ومدرس أذربيجاني.

## حياته
ولد عاسف زينلي في 5 أبريل، عام 1909، في دربند. تعلم عاسف في مدرسة باكو للموسيقى بين 1923-1926. تخرج من أكاديمية باكو للموسيقى من صف عزير حاجبايوف، في عام 1931.
كان عاسف زينلي مدير قسم الموسيقى في مسرح العامل التركية والأذربيجانية، مديرا في اتحاد الموسيقيين البروليتاريين الأذربيجانيين، بين 1929-1931.كان توفيق غولييف وقار قاراييف من طلابه.

## إبداعاته
على رغم من أن عاسف زينلي عاش 23 من عاما من حياته، ترك أثره في فن الموسيقى الوطني. موسيقى رومانسيةألأولى في تاريخ الموسيقى لأذربيجان يتعلق باسم عاسف زينلي. ومع ذلك عاسف زينلي مؤسس الموسيقى الرومانسية الوطنية والموسيقى السمفونية والبيانو. كان هو خدماته في تجميع ونقل المجسدة في تعميله الفولكلور الموسيقي.
كون عاسف كتاب «كتابة المجسدة الابتدائية».
هو مؤلف موسيقى رومانسية الوطنية «بلادي»، «حارس»، «البرقع»، «سؤال»، «سيران». وضع عاسف زينلي أساس مجموعة الموسيقى للأطفل للمرة الأولى في تاريخ الموسيقى أذربيجاني بعمله«جناح الأطفال».

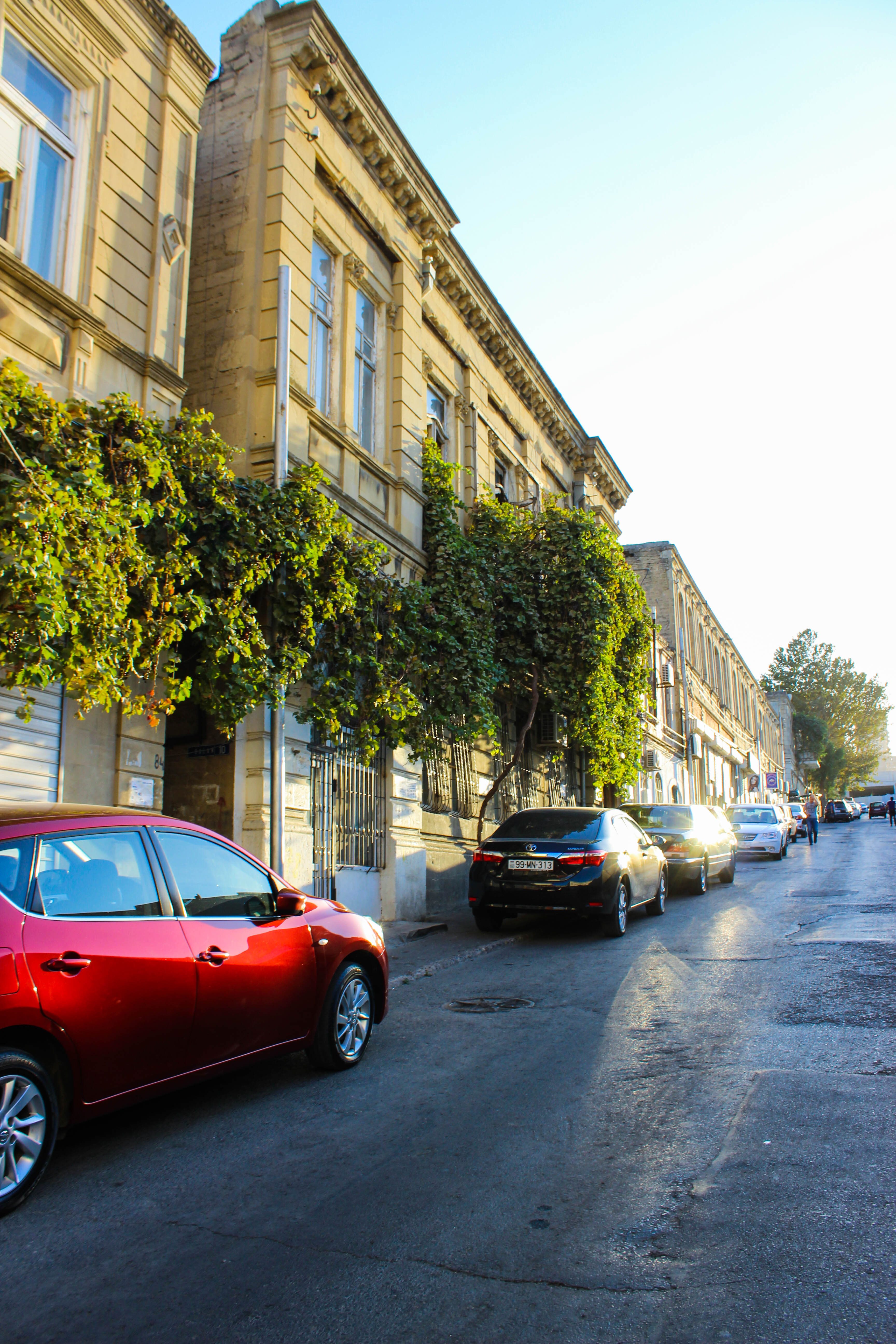
البيت الذي عاش فيه عاسف زينلي

عتبر روايته «بلدتي» عمله أشهر في إبداعه الذي ركب على كلام جعفر جبرلي.
و كما، تألّف عاسف زينلي الموسيقى على عمل جعفر جبرلي - «سيفيل».

توفي عاسف زينلي 27 أكتوبر، عام 1932، 23 عاما من عمره. دعيت مدرسة باكو للموسيقى وأحد من شوارع العاصمة باسم الملحن - عاسف زينلي.

## فيلموغرافية
- فيلم «موسيقى رومانسية في الخيات» (1971)
- فيلم «عاسف زينلي» (2000)

## موسيقى رومانسية
- «حارس»
- «بلادي»
- «البرقع»
- «سؤال»
- «سيران»